# Orthomerus
Az Orthomerus (jelentése „egyenes combcsont”) egy kétes hadrosaurid dinoszaurusz nemzetség, Hollandia késő kréta időszakából. Ma egy bizonytalan nemzetségről van szó, de a múltban a sokkal ismertebb Telmatosaurust is ide sorolták.

## Felfedezés és történelem

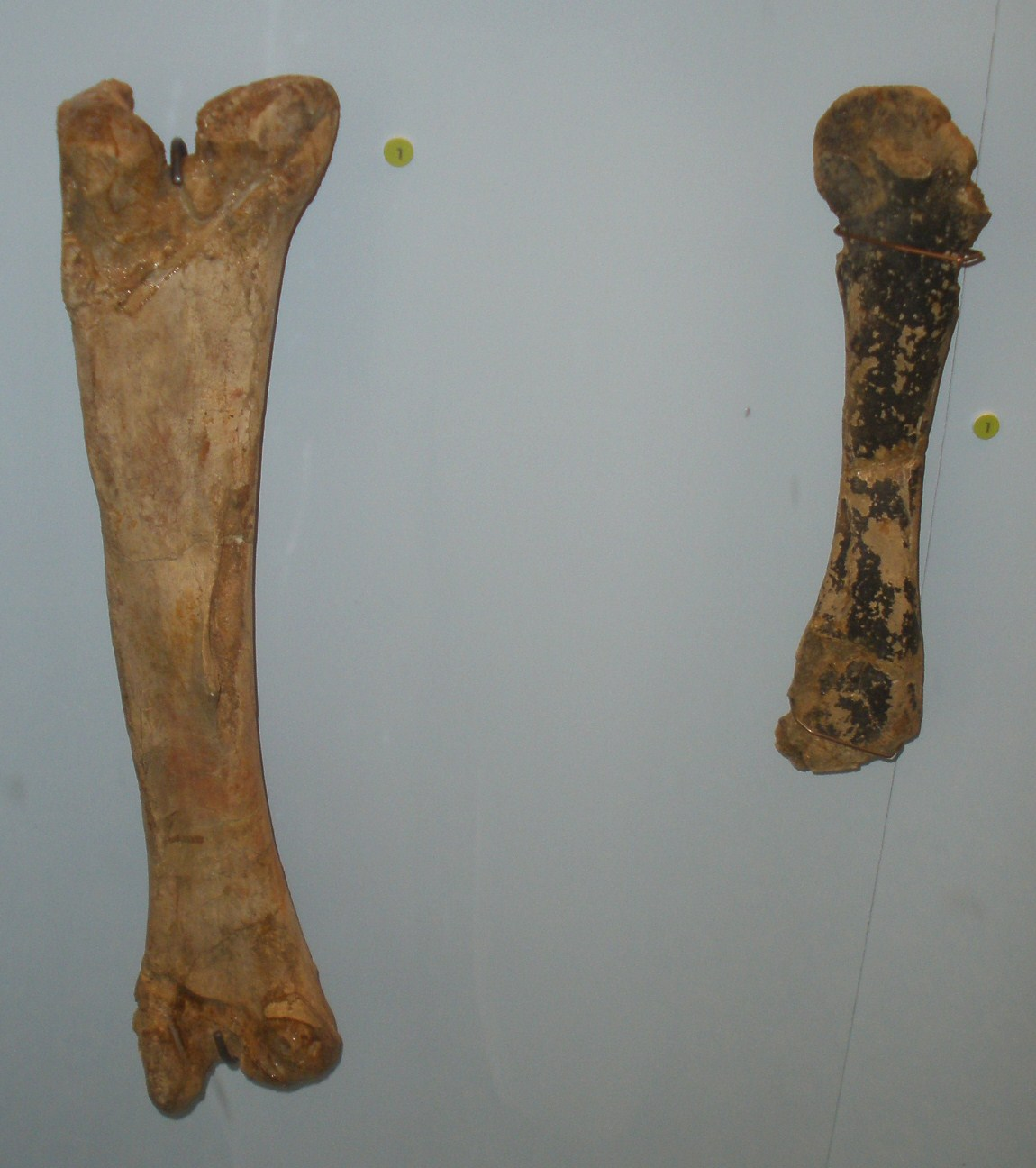
Orthomerus dolloi végtagcsontok

A típusfaj az Orthomerus dolloi, amit 1883-ban nevezett el az ismert brit paleontológus Harry Govier Seeley. A nemzetség neve a görög ὀρθός (orthos), „egyenes” és μηρός (meros), „comb” szóból származik. A fajnév Louis Dollo francia/belga paleontológusra utal, aki 1882 augusztusában, a londoni látogatása során azonosította a csontokat.
A BMNH 42954-57 jelű szüntípus által alkotott típuspéldányt valószínűleg Maastricht közelében, a kréta kori Sint-Pietersberg kőbányában találták. Főleg részleges fiatalkori csontvázelemből áll. Ezek maradványok a maastrichti formációból, a késő kréta késő maastrichti szakaszából származnak és mintegy 66 millió évesek. A típuscsontok közé tartozik az egyenes bal és jobb oldali combcsont, amely megihlette Seeleyt, hogy erről nevezze el a nemzetséget. A bal lábszárcsontot és a lábközépcsontot Jacob Gijsbertus Samuël van Breda gyűjteményében felfedeztek fel, amit a Brit Természettudományi Múzeum 1871-ben vásárolt.  A lábcsontok csak körülbelül fele akkorák, mint az akkor még ismeretlen észak-amerikai és ázsiai kacsacsőrű dinoszauruszok. A combcsont 50 centiméter (20 in) hosszú. További töredezett hadrosaurid maradványokat találtak, ezek egy részét Hollandiában, ahol a fajt néha ritka "holland dinoszauruszként" mutatták be. Illetve talán még Belgiumban, ahol 1882-ben Dollo két hadrosaurid farokcsigolyát talált Zichen közelében, a belga Limburgban. Nehéz megállapítani, hogy ezek a leletek ugyanahhoz a fajhoz tartoztak-e, és azt sem, hogy Orthomerus dolloi-e. A későbbi belga leletek között volt egy bal harmadik lábközépcsont, az NHMM 1996001, amit J. H. Kuypers fedezett fel Eben Emael közelében, ahonnan egy nagyobb, jobb harmadik lábközépcsontot is begyűjtöttek, az NHMM RD 241 katalógusszámút. Továbbá egy jobb oldali maxilláris fogat, az NHMM 1999012-t, amit E. Croimans talált. A magángyűjteményekből jelentettek néhány ujjpercet és egy bal oldali ulnát. Ezeknek nincs katalógusszámuk.

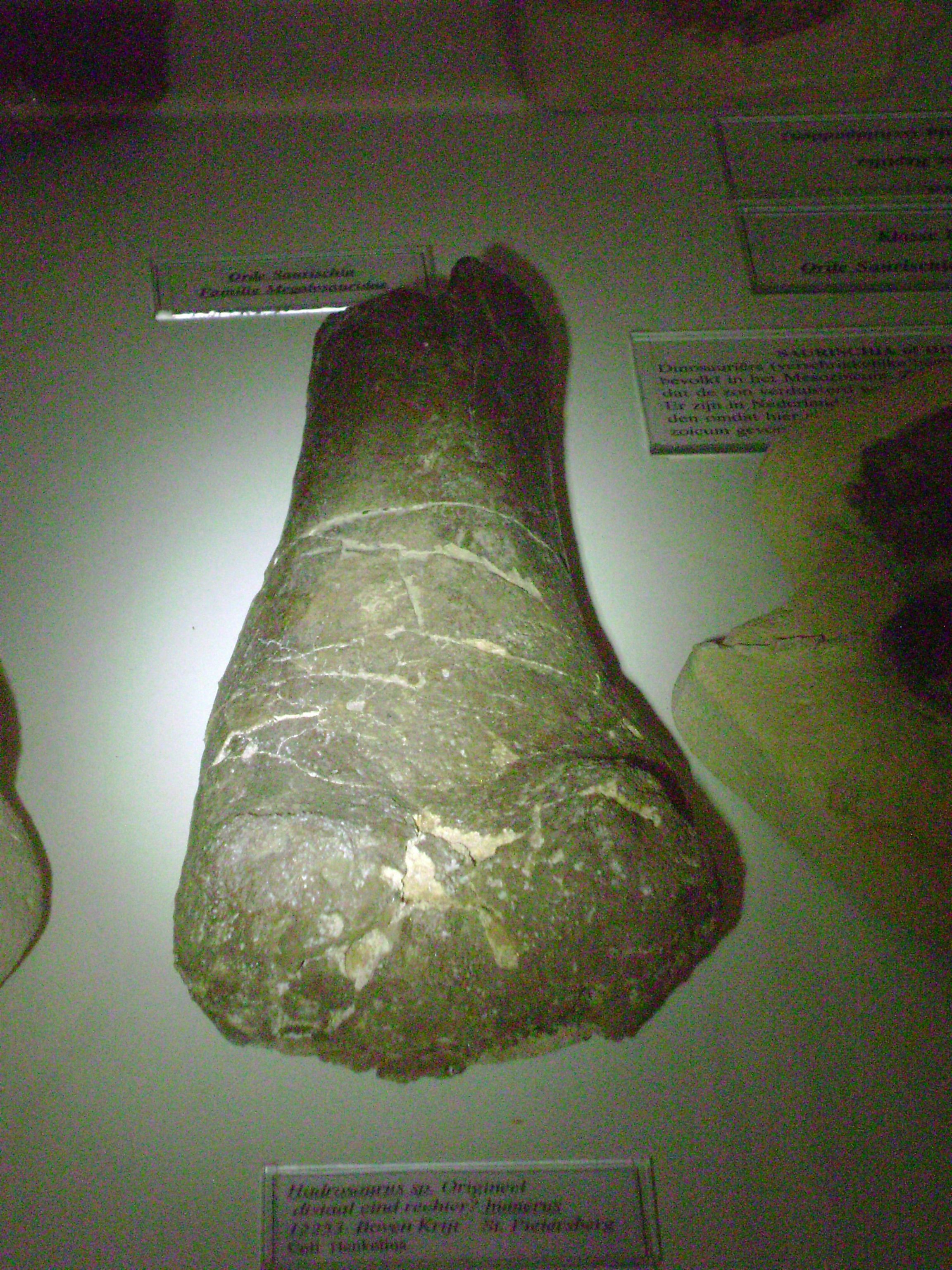
TM 11253 számú lelet a Teylers Múzeumban

A holland leletek között két farokcsigolya található, amelyeket a 19. században gyűjtöttek. A kréta – paleogén határ alatt talált második leletet 1967 szeptemberében fedezte fel L. de Heer a Geulhem közelében található kőfejtőben, ami egy töredékes bal combcsontból (MND K 21.04.003), a bal sípcsontból (MND K 21.04.004) és a bal fibulából (MND K21.04.005) áll. Később talált végtagcsont-töredékek az OGP 0196 és az OGP 2111 kódokat kapták. Az NHMM 2002067, a részleges sípcsont, úgy tűnik, hogy nem specifikus a többi lelettel, ami arra utal, hogy két hadrosaurid faj volt jelen az akkori élőhelyen. A Bemelen melletti kőbányában egy részleges jobb állkapcsot találtak, az NHMM 198027 számút. Ebben azonban nem voltak fogak. Viszont izolált fogakat találtak. A Haarlem-i Teylers Múzeum gyűjteményében egy részleges jobb humerus is található TM 11253 számmal.
Egy második fajt, az Orthomerus weberit először Anatolij Nyikolajevics Riabinin írta le 1945-ben a Krím-félszigetről a mai Ukrajnában (akkor a Szovjetunió része volt). Ezek egy meg nem nevezett maastrichti kori képződményből származnak. A leleteket G.F. Weber találta meg, akiről a faj a nevét kapta. Mivel Weber nő volt, ezért Lev Nesov 1995-ben az Orthomerus weberae névre változtatta. 2015-ben az új Riabininohadros nemzetség típusfajává tették meg, amit hivatalosan csak 2020-ban neveztek el.
Néha egy harmadik fajként szerepel, az O. transsylvanicus, ami valójában a Telmatosaurus típusfaja. Ezt báró Nopcsa Ferenc 1915-ben az Orthomerus nembe sorolta. Ezt a felállást Alfred Sherwood Romer még elfogadta a hüllők áttekintésekor. A legújabb publikációkban a Telmatosaurust külön nemnek tekintik. Ha az Orthomerus azonos lenne a Telmatosaurusszal, akkor ez lenne a fiatalabb szinonimája. Ezt a dolgot elfelejtve, 1984-ben Eric Mulder holland geológus átnevezte az O. dolloi-t Telmatosaurus dolloi névre. A negyedik faj az Orthomerus hillii, amit Nopcsa 1915-ben egy fogtöredék alapján nevezett el. Ezt később átnevezték Iguanodon hillii-re. Ma már nomen dubiumnak tekintik.
Egy 2019-ben elvégzett tanulmány a jobb combcsontot jelölte meg lektotípusként. A bal oldali combcsont egy kisebb egyedé lehet.

## Leírás
A jobb combcsont hossza körülbelül ötven centiméter. 2019-ben sem autapomorf jelleget, sem a tulajdonságok egyedi kombinációját nem sikerült megállapítani rajta. Emiatt az Orthomerus nomen dubium lenne.

## Törzsfejlődés
Általában az Orthomerust a Hadrosauridae tagjának tekintik. A 2019-es tanulmány azonban tartalmazott egy kladisztikus elemzést, amely azt sugallta, hogy az Orthomerus, bár lehetséges hadrosaurid, valószínűleg mégis inkább a Hadrosauroidea-ban helyezkedik el, közel a Gilmoreosaurushoz és a Bactrosaurushoz, a Hadrosauridae családon kívül.

## Paleobiológia
Hadrosauridaként az Orthomerus kétlábon járó / négylábon járó növényevő volt. Az állkapcsában folyamatosan cserélődő fogakkal rendelkezett.

## Fordítás
Ez a szócikk részben vagy egészben  az   Orthomerus című angol Wikipédia-szócikk ezen változatának fordításán alapul.  Az eredeti cikk szerkesztőit annak laptörténete sorolja fel. Ez a jelzés csupán a megfogalmazás eredetét és a szerzői jogokat jelzi, nem szolgál a cikkben szereplő információk forrásmegjelöléseként.